# Juan Enríquez de Borja y Almansa
Juan Enríquez de Borja y Almansa (1619–1675) fue un noble y militar castizo titulado VIII marqués de Alcañices y II marqués de Santiago de Oropesa. Miembro de la Casa de Borja-Loyola Inca.

## Biografía
Fue el segundo hijo del español Juan Enríquez de Borja, caballero de la Orden de Santiago (1594), capitán general de la Armada de Barlovento y consejero de Guerra de Felipe IV, y de su mujer, la mestiza Ana María Lorenza de Loyola y Coya, I marquesa de Santiago de Oropesa, Adelantada del valle de Yupanquí y señora de la Casa de Loyola.
Sucedió en los títulos como II marqués de Santiago de Oropesa y VIII marqués de Alcañices, señor de la Casa de Loyola y además fue comendador militar de Alcañiz en la Orden de Calatrava. Su Marquesado que se encontraba en el Perú era gobernado por la familia Chiguantopa Inga,y el cual abarcaba las tierras de Maras, Yucay, Urubamba y Huayllabamba, en el que se cultivaban muchos tipos de tubérculos, verduras y frutas. 
Falleció el 17 de marzo de 1675.

## Matrimonios y descendencia
Contrajo primer matrimonio en Madrid el día 28 de febrero de 1634 con Ana de la Cueva y Enríquez (1622-1650), hija de Francisco Fernández de la Cueva, VII duque de Alburquerque, IV marqués de Cuéllar, VII conde de Ledesma y de Huelma, y de su segunda mujer Ana Enríquez de Cabrera y Colonna, hija de los IV duques de Medina de Rioseco. 
Al matrimonio acudió el rey Felipe IV, tal y como reseña Jerónimo Gascón de Torquemada en su Gaçeta y nuevas de la Corte de España:

A los 28 (martes de Carnescolendas), se desposó mi señora Doña Ana de la Cueva y Enríquez, hija de los Duques de Alburquerque, de edad de doce años y medio, con el Marqués de Oropesa, de edad de 15, el qual es heredero del Marqués de Alcañices. Fue el desposorio en la casa del Duque de Alburquerque, padre de la nobia, a las dos de la tarde. Y luego llevaron los nobios a casa del Marqués de Alcañices, donde estuvo convidada toda la Corte de Señores y Señoras para una gran fiesta de comedias, vayles y máscaras; y se halló el Rey Nuestro Señor a esta fiesta, retirado detrás de la celosía. Túvoseles a las Señoras muy gran merienda, salieron de la fiesta a las doze de la noche. Y acabada, mi señora la Duquesa de Alburquerque bolvió a su casa a la nobia su hija, porque no se han de juntar hasta el año que viene.
Jerónimo Gascón de Torquemada

De este primer matrimonio nació Ana Enríquez de la Cueva, casada con Jaime Francisco Sarmiento de Silva y Fernández de Híjar, V duque de Aliaga, de Híjar y de Lecera, VIII conde de Belchite, IX de Salinas, IX de Ribadeo, V de Vallfogona y IV de Guimerá, XV vizconde de Ebol, XV de Canet, XIV de Illa y IV de Alquerforadat; Ana no tuvo descendencia.
Contrajo segundo matrimonio en 1651 con Ana de Velasco y Tovar (m. 1688), hija de Bernardino Fernández de Velasco y Tovar, XI Condestable de Castilla, VI duque de Frías, IX conde de Haro, V marqués de Berlanga, IV conde de Castilnovo, y de Isabel María de Guzmán, hija de los I marqueses de Toral. Nació de este enlace otra hija, Teresa Enríquez de Velasco, que sucedió en los títulos familiares, y casó con Luis Enríquez de Cabrera y Álvarez de Toledo, VIII duque de Medina de Rioseco y otros títulos.